# 扎马尔省
扎馬爾省（阿拉伯语：محافظة ذمار）是也門中西部的一個省。面積8,705平方公里，2011年人口1,603,000人。
首府扎馬爾。下分十二區。